# Эссен, Эдуард Эдуардович
Эдуард Эдуардович Э́ссен (14 января 1879, Харьковская губерния — 23 апреля 1931, Ленинград) — русский революционер, «старый большевик», государственный деятель Советского Союза, заместитель народного комиссара государственного контроля РСФСР.

## Биография
Родился в семье инженера-железнодорожника, из дворян.
Происходил из аристократической семьи, в 14 лет порвал с ней и поступил рабочим на железную дорогу.
С 1895 года учился в реальном училище, затем учился в петербургской Академии художеств, в 1911 году окончил юридический факультет Петербургского университета.
Член РСДРП с 1898 года, вёл партийную работу во многих городах, в 1903 году участвовал во всеобщих стачках, в 1905 году — член петербургского комитета РСДРП. Страдал туберкулёзом, по настоянию В. И. Ульянова приезжал для лечения в Женеву, также лечился в Крыму.
В годы Первой мировой войны, в 1914—1918, вёл революционную пропаганду среди солдат Северного фронта. В 1917 году в Петрограде член Василеостровского районного комитета РСДРП(б) и председатель Совета.
После Октябрьской революции в 1917 году — заместитель наркома госконтроля. В 1918 году арестовывался белогвардейцами в Крыму.
В 1918—1923 годах — на политической работе в Красной армии и флоте, затем преподавал в военных учебных заведениях.
В 1923—1924 годах — ректор Харьковского института народного хозяйства.
В 1925—1929 годах — ректор ВХУТЕИН в Ленинграде.
С 1929 года — персональный пенсионер.
Скончался 23 апреля 1931 года от туберкулеза.

## Публикации
- Карл Маркс и его «Введение к критике политической экономии» // Записки научного общества марксистов. 1922. № 2.
- Введение в изучение марксизма. Вып. 1. Естествознание и обществознание. Л., 1924.